# Historia Augusta
Historia Augusta jest zbiorem biografii cesarzy (Augusti), następców (Caesares) i uzurpatorów (tyranni) od Hadriana, który władał od 117 r. n.e. do śmierci Numeriana w 284 r. n.e. Określenie Scriptores Historiae Augustae nie zostało stworzone przez autora czy autorów dzieła. Stworzył je najprawdopodobniej na początku XVII w. n.e. Isaac Casaubon. Obecnie w skróconej wersji pisze się o Historia Augusta. 

## Treść
Dzieło obejmuje trzydzieści biografii, są one napisane w języku łacińskim. Jednakże nie zachowała się całość Historii Augusta. Przede wszystkim zaginęła środkowa część, obejmująca władców panujących w latach 244-253, a biografia Waleriana, panującego od 253 r. zachowała się bez partii początkowych. W związku z tym spekulowano, że nie jest to przypadkiem. Wśród brakujących biografii są żywoty cesarzy, którzy prowadzili wielkie prześladowania chrześcijan. Stąd sugestie, że już w starożytności ktoś celowo usunął władców zbyt kontrowersyjnych ze względów religijnych, bądź sam autor pominął te partie. Pewne wątpliwości nasuwa też początek zbioru. Biografia Hadriana nie poprzedzona jest żadnym wstępem, autorzy zaś kilkakrotnie stwierdzają, że są naśladowcami Swetoniusza. Powołanie się na pisarza możemy zobaczyć w biografii Maksymusa i Balbinusa, gdzie to autor pisze „Lecz zanim opiszę ich czyny, uważam za stosowne powiedzieć coś o ich charakterze i pochodzeniu, nie tak jak opisywał to wszystko Janiusz Kordus, ale tak, jak uczynił to Swetoniusz Trankwillus i Waleriusz Marcellinus”. Przypuszczać można, że zaginęły poprzedzające Hadriana biografie Nerwy i Trajana. Całość tekstu składa się z biografii powszechnie znanych cesarzy, jak i tych nieco mniej popularnych władców, a także życiorysów drobnych uzurpatorów. Niektóre żywoty są łączone w grupy.

## Autorstwo i czas powstania
Jako autorów zbioru rękopisy wymieniają sześciu zupełnie nieznanych pisarzy. Są to: Aelius Spartianus, Iulius Capitolinus, Vulcatius Gallicanus, Aelius Lampridius, Trebellius Pollio i Flavius Vopiscus. Każdy miał napisać po kilka biografii. W swoich tekstach wymieniają jako władców panujących Dioklecjana (284 - 305) i Konstantyna (306 - 337). Takie dedykacje czy zwroty można zobaczyć w wielu żywotach. Biografia Antoninusa Gety zaczyna się od apostrofy „Wiem, Konstantynie Auguście, że wiele ludzi, jak również twoja łaskawość, może zapytać, dlaczego napisałem, także biografie Gety Antonina.”. Kolejny przykład zwrotu do cesarza daje nam biografia Aleksandra Sewera, w której autor ubóstwia Konstantyna mówiąc „Konstantynie największy”. Biografia Awidiusza Kasjusza daje nam też przykład dedykacji to Dioklecjana „Zamierzałem, Dioklecjanie Auguście, ...”. Kierując się tymi wskazówkami naukowcy do XIX wieku twierdzili, że Historia Augusta powstała na przełomie III i IV w., jako dzieło sześciu tworzących wtedy autorów.

## Kwestie sporne
Długotrwałe spory i dyskusje prowadzone wokół problemu autorstwa i datacji źródła rozpoczął w 1889 H. Dessau. Poddał on gruntownej krytyce wiarygodność informacji o autorach i czasie powstania zbioru. Naukowiec przypisywał wszystkie biografie jednemu autorowi i wykazał ponadto że dotychczasowa datacja jest błędna, a także wykazał, że dzieło pochodzi z przełomu IV i V w. Z tą teza zgadza się także Birley, który dostrzegł we wszystkich biografiach skłonność do robienia kalamburów na imionach. Artykuł Dessaua wywołał ogromne dyskusje i polemiki oraz uczynił z Historia Augusta jeden z najciekawszych i najbardziej zagadkowych tekstów starożytności.

## Źródła zbioru
Inną bardzo ważną kwestią są źródła jakimi posługiwał się anonimowy autor Historia Augusta. W tekście występują liczne fragmenty listów. Przykłady możemy znaleźć w wielu biografiach. „Zachował się list boskiego Marka do jego prefekta”. „Jest także inny list, pisany przez Diadumena do matki, tej treści ...”. Kolejny fragment listu znajdujemy w żywocie boskiego Aureliana, „Gdyby był ktoś inny, najmilszy Aurelianie, kto mógłby objąć stanowisko Ulpiusza Krynita ...”. Innym rodzajem źródeł, z jakich korzystał twórca dzieła są mowy, których autorami w większości byli cesarze. „Chcielibyśmy, senatorowie, być świadkami waszej życzliwości zarówno za życia naszego Antonina, jak w czasie naszego triumfalnego powrotu”, tak mówili Makryn i Diadumenus. W tekście mamy także mowy pretorów. Oto jedna z nich: „Podaje wam do wiadomości, senatorowie, polecenie kapłanów i list cesarza Aureliana ...”. „Słusznie i dobrze się stało, senatorowie, że poprzedniego roku wy sami raczyliście wyznaczyć światu cesarza, i to jednego spośród was ...”, tak przemawiał Probus chwaląc senat za wybór Tacyta na cesarza. Wiersze i utwory literackie także są cytowane w Historia Augusta. W biografii Pescenniusza Nigra znajdujemy utwór Wieszczka Apollina Delfickiego. Wiersz, który miał rozstrzygnąć czyje rządy będą najkorzystniejsze dla państwa, brzmiał tak: „Najlepszy jest Fuskus, dobry Afer, najgorszy Albus”. „Jak jutrzenka, gdy zwilżona wodą oceanu wynurza święte oblicze i rozprasza ciemność na niebie, taki był sławny młodzieniec noszący to samo imię, co ojciec”, tak mówił gramatyk Fabilius opisując chłopca. Jako źródło autorowi Scriptores Historiae Augustae posłużyły także roczniki. „Opowiem co napisano o Makrynie w rocznikach”.
Ogółem przytaczanych jest 130 dokumentów (wśród nich listy, edykty, sprawozdania z posiedzeń senatu). Autentyczność ich jest trudna do ustalenia.